# Hemigaster lutea
Hemigaster lutea là một loài tò vò trong họ Ichneumonidae.